# Commodore SX-64
Il Commodore SX-64 Executive Computer (comunemente abbreviato Commodore SX-64 o SX-64; nome promozionale Commodore 64 Executive) è un personal computer della Commodore Business Machines Inc. commercializzato dal 1983 al 1986 in vari Paesi del mondo, tra cui l'Italia.
Detiene il primato per essere stato il primo computer portatile della storia disponibile in commercio dotato di display a colori. Si stima che ne furono vendute meno di 10.000 unità quando ne fu dismessa la produzione.

## Storia
Fu annunciato nel gennaio del 1983, in origine l'unità avrebbe dovuto avere schermo in bianco e nero e doppio floppy; il primo prototipo era stato annunciato con il nome SX-100.
Fu venduto a partire dal 1984 ad un prezzo iniziale di 995 dollari, ma tuttavia non ebbe un notevole successo nelle vendite e il suo fallimento fu attribuito a varie cause, in particolare al cattivo marketing e un parco software ristretto in confronto ai suoi concorrenti, come l'Osborne 1 e il Compaq Portable. In più questi ultimi erano più veloci e convenienti di prezzo, sebbene entrambi dotati di monitor in bianco e nero.

## Descrizione

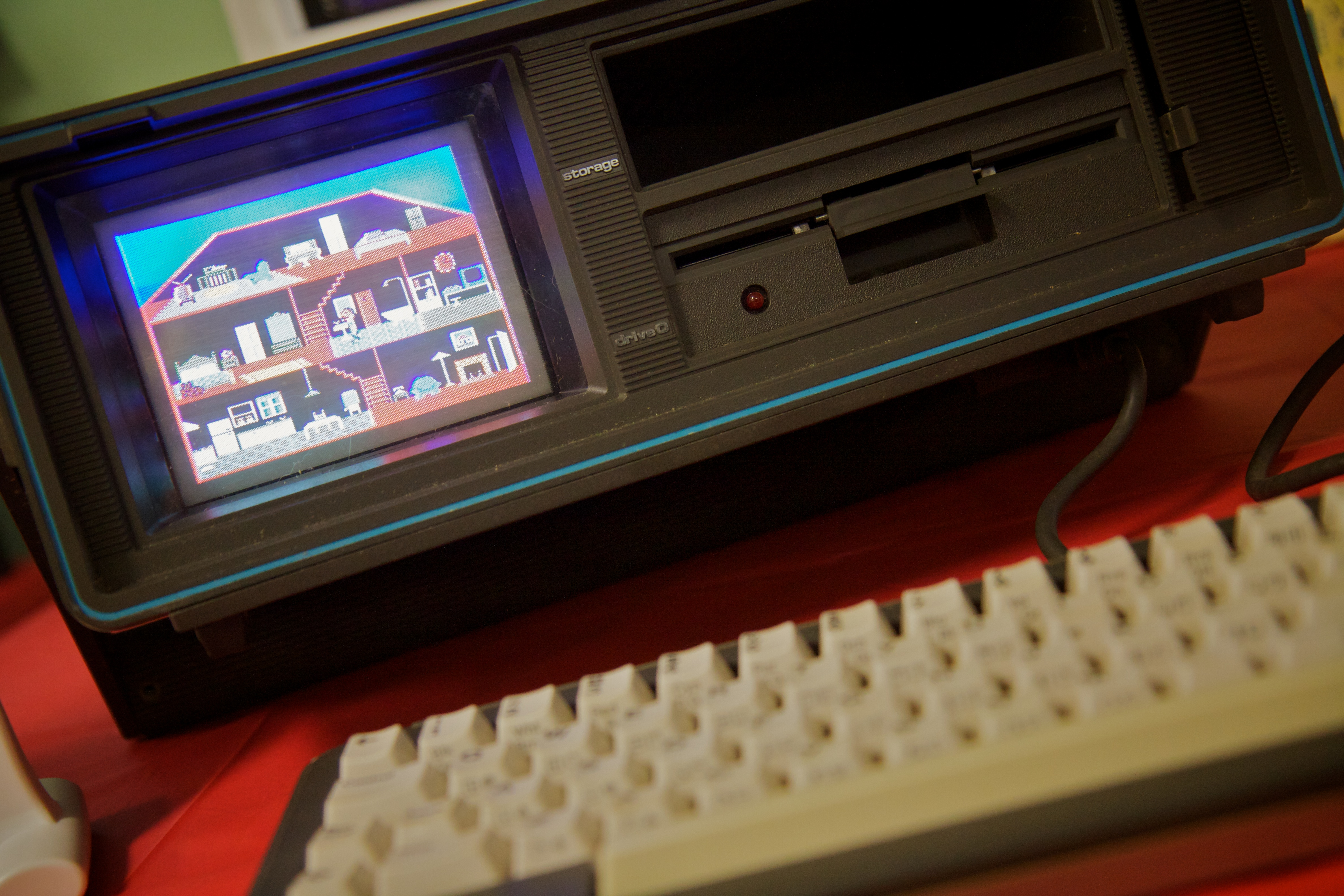
Little Computer People funzionante sul Commodore SX-64

Per quanto riguarda la tecnologia costruttiva di base e il funzionamento di base, il Commodore SX-64 è un computer elettronico digitale basato sull'architettura di von Neumann.
Di serie (cioè senza accessori opzionali) l'hardware del computer è costituito esclusivamente dall'unità centrale e da una periferica esterna: una tastiera alfanumerica QWERTY dotata di quattro tasti funzione ma priva di tastierina numerica. La tastiera, di tipo meccanico, rappresenta la principale interfaccia utente di input e si collega all'unità centrale via cavo.
Il cavo, di tipo elettrico, è fornito in dotazione e si collega sia all'unità centrale che alla tastiera mediante appositi connettori elettrici. La principale interfaccia utente di output è un display a tubo catodico da 5 pollici. Il display, a colori, è integrato nell'unità centrale e situato sulla sinistra del frontale. Sulla destra del display, integrato anch'esso nell'unità centrale, è presente un drive per floppy disk da 5¼ pollici e 170 kB, lo stesso del Commodore 1541. Sopra al drive è presente un vano portaoggetti dove, all'occorrenza (ad esempio quando si trasporta il computer), è possibile mettere il cavo che collega la tastiera all'unità centrale.
Quando non si utilizza il computer, la tastiera può essere fissata all'unità centrale in modo da formare con essa un unico blocco. Questa possibilità che viene offerta ha due funzioni. La prima è di facilitare il trasporto del computer (due blocchi da trasportare implicano maggiore impegno e attenzione). La seconda funzione è invece protettiva: la tastiera si fissa all'unità centrale con i tasti rivolti verso di essa. Non è quindi possibile danneggiarli involontariamente con piccoli urti quando la tastiera è fissata all'unità centrale. Inoltre la tastiera viene fissata proprio sopra al frontale dell'unità centrale coprendolo completamente. In tal modo anche il display e il drive per floppy disk sono protetti in caso di piccoli urti.
Il peso complessivo del computer (unità centrale più tastiera alfanumerica) è di 10,5 kg.

## Confronto con il Commodore 64

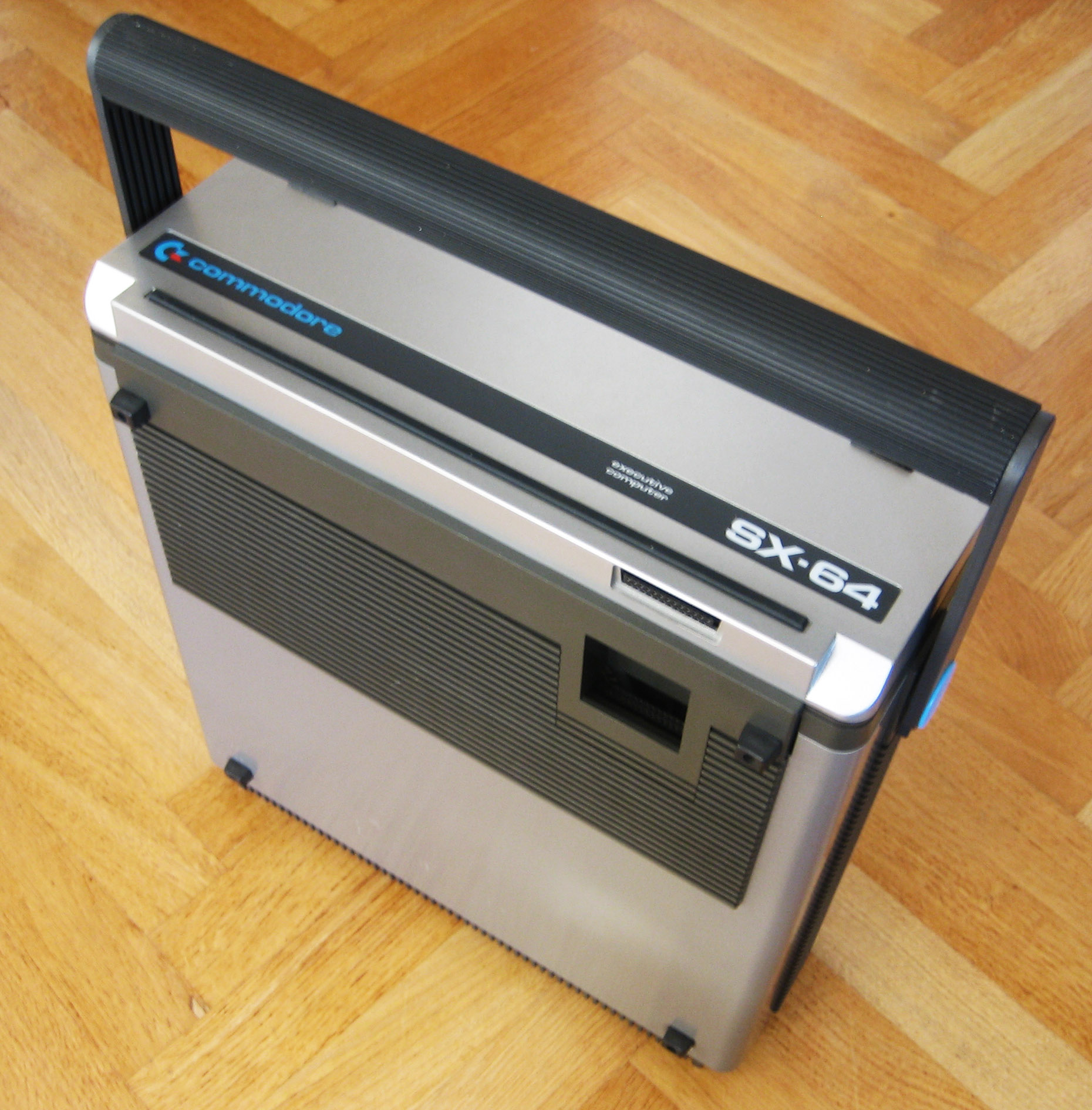
Il Commodore SX-64 chiuso

Esistono diverse differenze tra il Commodore SX-64 e il Commodore 64. Nella schermata principale fu sostituito il colore blu con il bianco per una migliore leggibilità su uno schermo più piccolo, modifica ottenuta modificando il kernel: questo causava alcuni problemi di compatibilità con alcuni programmi. La periferica di default per il caricamento e il salvataggio è il drive floppy. La porta per il lettore a cassette fu omessa, rendendo impossibile l'uso di una stampante attraverso la porta del lettore a cassette, se non apportando una modifica.
La pressione simultanea dei tasti SHIFT+RUN/STOP permette la lettura e l'esecuzione del primo programma disponibile nel lettore floppy. Una modifica nello schema della porta utente rende impossibile l'uso di alcune periferiche ad essa collegate, quali modem e programmatori di EPROM; la modifica è comunque eliminabile da un tecnico specializzato in elettronica. Alcuni problemi di incompatibilità meccanica sulla porta cartucce rendono difficoltoso l'uso delle suddette.
Esiste una versione avanzata del SX-64, più rara, nota come Commodore DX-64, dotata di un doppio drive floppy. Il Commodore SX-100 è un'altra versione mai messa in commercio, che dispone di uno schermo monocromatico.

## Informazioni tecniche
Come il Commodore 64, ad eccezione di:
- Periferica di memorizzazione integrata: drive floppy da 170KB 5¼" (versione interna del Commodore 1541)
- Monitor integrato: 5 pollici (127 mm) a colori
- Tastiera: separata dall'unità centrale
- Porta cartucce: le cartucce venivano inserite verticalmente
  - nessuna interfaccia per il lettore di cassette
  - nessuna uscita TV
  - connettore a 25-pin D-subminiature per la tastiera
- Alimentatore: interno con trasformatore